# مایکل آرونوف
مایکل آرونوف (انگلیسی: Michael Aronov؛ زادهٔ ۴ مهٔ ۱۹۷۶) بازیگر و نمایشنامه‌نویس ازبکستانی‌الاصل اهل ایالات متحده آمریکا است.
از فیلم‌ها یا مجموعه‌های تلویزیونی که وی در آن نقش داشته‌است، می‌توان به آمریکایی‌ها، روح‌های سرد، ابتدایی، همسر خوب، مظنون، مهره سوخته، یقه سفید، جت، کندو، خانم وزیر، فهرست سیاه، عملیات نهایی، نیمه جادو و سرزمین رویایی اشاره کرد.